# Make.believe

Logotipo de Sony make.believe

Las palabras «make.believe» fueron una estrategia de marca global para la empresa multinacional de la electrónica Sony.

## Desarrollo
Anteriormente, la compañía adoptó estrategias separadas en su promoción de entretenimiento y productos electrónicos. Por ejemplo, el eslogan de Sony fue «like.no.other», y el de PlayStation 2 y 3 fue «This is living».
La campaña «make.believe» es la primera vez que Sony utiliza un mensaje para representar a toda la gama de productos de la compañía.
Sony anunció esta estrategia de marca en la feria IFA 2009 para reemplazar el apodo de «like.no.other». Las palabras «make.believe» forman la «Sony Group Brand Message.»

## Concepto
Las palabras "make.believe" fueron diseñados para unificar los esfuerzos de la compañía en la comunicación, y para revitalizar la marca Sony. La compañía describió su campaña como tal:

make.believe simboliza el espíritu de nuestra marca. Representa el poder de nuestra creatividad, nuestra capacidad de convertir las ideas en realidad, y la creencia de que todo lo que se puede imaginar, se puede hacer realidad.

Sony hace hincapié en la importancia del período entre "hacer" y "creer", diciendo que es "donde la imaginación y la realidad se confunden."

## Anuncio de Televisión
El Grupo del Departamento de Comunicación de Marketing de Sony lidera el proyecto "make.believe". Hicieron versiones en 2D y 3D. 
La animación comienza con la luz que emerge del centro, mientras que los rayos de colores representan "make" y "believe". A continuación, aparece un punto, seguido de las palabras del mensaje. Los diseñadores encontraron dificultades para adaptarse con eficacia la animación a un contexto 3D, por lo que acudieron a Sony Pictures Entertainment y PCL para pedirle consejo.
Se pidió a Junichi Nagahara, de Sony CreativeWorks, crear el sonido para el logotipo animado. Su superior, Nobuhiro Jogano, le preguntó para representar el sonido de la luz, así como los sonidos de las palabras "hacer" y "creer". La compañía llegó a producir una versión de sonido envolvente del sonido de la animación.

## Implementación
Tras el anuncio de la estrategia de marca "make.believe ", la compañía incluyó el logotipo en la parte final de los anuncios. En noviembre de 2009 lanzó su primer anuncio. El anuncio, creado por 180, se ilustra un niño en un viaje mágico a través de los mundos creados por las ofertas de Sony. Sony amplió el anuncio inicial, de impresión, televisión, digitales, y al aire libre anuncios en toda Europa. La compañía puso en marcha la estrategia "make.believe" en los Estados Unidos en enero de 2010.

## Críticas
El Financial Times se burló lema de Sony, con el argumento de que Sony creó el lema "make.believe" intentando ignorar sus problemas.